# الفقهاء البحرية
الفقهاء البحرية، قرية تابعة للوحدة المحلية لقرية سد خميس، التابعة لمركز سيدي سالم التابع لمحافظة كفر الشيخ في جمهورية مصر العربية.

## تاريخ
كانت القرية من توابع برية لاصيفر، ثم فصلت عنها من الوجهة المالية بزمام مستقل عام 1917 باسم فقهاء البحرية. وفي عام 1920، صدر قرار باعتبارها ناحية إدارية باسمها الحالي بإضافة لام التعريف لتصبح الفقهاء البحرية، وكانت تتبع مركز دسوق قبل إنشاء مركز سيدي سالم عام 1960.

## السكان
بلغ عدد سكان الفقهاء البحرية 6,826 نسمة، منهم 3521 رجل و3305 امرأة، حسب الإحصاء الرسمي لعام 2006.